# Akademickie Centrum Designu
Akademickie Centrum Designu (ACD) – jednostka organizacyjna Akademii Sztuk Pięknych im. Władysława Strzemińskiego w Łodzi. Podejmuje działania na granicy sztuki oraz designu. Organizuje wystawy prac artystyczno-projektowych i prowadzi spotkania edukacyjne. Wspiera osoby związane z uczelniami artystycznymi zajmujące się designem oraz sztuką.
ACD skupia wydziały projektowe ośmiu państwowych wyższych uczelni artystycznych w Polsce: Akademii Sztuk Pięknych w Gdańsku, Akademii Sztuk Pięknych im. Eugeniusza Gepperta we Wrocławiu, Akademii Sztuk Pięknych w Warszawie, Uniwersytetu Artystycznego im. Magdaleny Abakanowicz w Poznaniu, Akademii Sztuk Pięknych im. Władysława Strzemińskiego w Łodzi, Akademii Sztuk Pięknych im. Jana Matejki w Krakowie, Akademii Sztuk Pięknych w Katowicach oraz Akademii Sztuki w Szczecinie.

## Działalność
Celem Akademickiego Centrum Designu jest współpraca z uczelniami artystycznymi: dydaktykami i studentami w zakresie popularyzowania wiedzy o działaniach artystyczno-projektowych oraz promowania osiągnięć naukowych. W 2017 roku na targach Salone del Mobile w Mediolanie instytucja ta wyprodukowała wystawę „Polish design. Tomorrow is today”. Ekspozycję zaprojektowała Dorota Koziara, wykorzystując prace ze wszystkich ośmiu wyższych państwowych uczelni artystycznych, takie jak: futurystyczny projekt przestrzeni mieszkalnej dla załogowych statków kosmicznych czy artystyczny detektor tętna płodu. ACD współpracowało z takimi artystami jak Agata Zbylut czy Eduardo Kac. Uczestniczy w Łódź Design Festival, Fotofestiwalu, Design 32 oraz Festiwalu Łódź Wielu Kultur.
Akademickie Centrum Designu, wykorzystując swoje zaplecze technologiczne i warsztatowe, jest miejscem działań edukacyjnych dla osób w każdym przedziale wiekowym. Odbywają się tam warsztaty z zakresu projektowania ubioru, ceramiki, identyfikacji wizualnej, plakatu, książki artystycznej i fotograficznej, a także projektowania zrównoważonego.

## Historia
Pomysł powstania ACD narodził się między innymi w Dłużewie podczas cyklicznych spotkań przedstawicieli wydziałów projektowych polskich wyższych uczelni artystycznych. W efekcie, 24 marca 2012 roku w trakcie rozmów nad transformacjami programowymi w szkolnictwie wyższym ówcześni dziekani podpisali dokument, w którym zdeklarowali chęć przystąpienia do Akademickiego Centrum Designu. Oficjalne utworzenie tego projektu miało miejsce w 2014 roku. Niedługo po tym nastąpiły prace rewitalizacyjne nad budynkiem ACD, czyli XIX-wieczną szkołą, edukującą niegdyś dzieci pracowników fabryk. Akademickie Centrum Designu mieści się w zabytkowym budynku dawnej szkoły fabrycznej Karola Scheiblera, znajdującym się na Księżym Młynie w Łodzi, w tym miejscu działalność została rozpoczęta 29 czerwca 2021 roku.

## Historia budynku
Zabytkowy budynek Akademickiego Centrum Designu, wpisany do rejestru zabytków pod numerem A/44 (wpis obszarowy: A/361), powstał w 1877 roku z inicjatywy Karola Scheiblera, niemieckiego przemysłowca, jednego z najpotężniejszych twórców łódzkiego imperium włókienniczego. Rok wcześniej, w 1876 roku, władze carskie wydały mu pozwolenie na budowę. W nowo wzniesionym gmachu na Księżym Młynie powstała szkoła przyfabryczna. Taka placówka mogła choć trochę załagodzić ówczesne problemy z oświatą objawiające się: nadwyżką uczniów w szkołach rządowych oraz analfabetyzmem doskwierającym młodzieży robotniczej. Dlatego też w scheiblerowskiej szkole miały uczyć się najpewniej nie tylko dzieci robotników, ale również pracujący w fabryce analfabeci w wieku szkolnym. Początkowo Szkoła na Księżym Młynie miała trzy klasy: wstępną, pierwszą i drugą. W dwudziestoleciu międzywojennym istniały tam: Królewsko-Polska Szkoła dla Drobnych Kupców i Sprzedawców Sklepowych, następnie Państwowa Szkoła Kupiecka, a po II wojnie światowej między innymi Zespół Szkół Handlowych.   